# Ubbhults IF
Ubbhults IF är en idrottsförening i Marks och Kungsbacka kommuner i Sverige. Ubbhults IF grundades 1934 av Erik Eliasson, Eskil Olsson, Gustav Grönvall, Max Bengtsson och Arvid Olsson. Klubben huserade först på "Persons torp" tills den nuvarande anläggningen Ekåsvallen invigdes 1949. Genom åren har Ubbhult producerat flera talanger; mest känd är Tobias Hysén som började sin karriär i Ubbhults IF. På damsidan har Malin Ehrnberg Lekbrant spelat 144 allsvenska matcher för Landvetter IF.

## Seniorfotboll
Klubben har tre seniorlag, herr a-lag, herr b-lag och dam a-lag. Föreningens herrseniorer spelar i division 6 Kinna. Damernas a-lag har ett samarbete med närliggande klubbarna IFK Hällingsjö och Sätila SK. Denna konstellation kallar sig för HUS; Hällingsjö, Ubbhult, Sätila. Sedan laget startades upp 2006 har damerna avancerat till division 3 efter serieseger i division 4 2009.
Ubbhults IF fick stor medial uppmärksamhet när klubbens herrseniorer 1990 utsågs till Sveriges sämsta fotbollslag av Göteborgsposten. Seriesegrarna har inte varit många eller särskilt regelbundna. Senast och första gången Ubbhults IF vann serien, division 6 Kinnagruppen, och blev uppflyttade var 2003 då man vann division 6 Kinna överlägset med 14 poäng ner till tvåan och målskillad på +51. Denna framgång resulterade i en helsida i GP:s sportbilaga med rubriken; "Ubbhult - vinner i längden!"
Efter två säsonger med seriespel i div.5 degraderades herrlaget åter till div.6 inför säsongen 2006 där de fortfarande spelar sina matcher (2013).

## Ungdomsverksamhet
Efter att ungdomssektionen gått på knäna större delen av 1990-talet återupptogs det gamla samarbetet med IFK Hällingsjö. Sedan 2005 har klubben ungdomsverksamhet tillsammans med IFK Hällingsjö och lag i seriespel i alla åldrar. Klubben har cirka 400 medlemmar varav hundratalet aktiva inom främst fotboll men även inom friskis och boule.

## Övrig verksamhet
Klubbens anläggning Ekåsvallen används till uthyrning året om. Där anordnas privata fester, pub-kvällar, danskurser, möten med mera. Ekåsvallen är även platsen för den årliga julmarknaden med lotteri och försäljning av lokalt producerade varor och hantverk. På julmarknaden har Leif "Loket" Olsson varit konferencier och stått för underhållningen tillsammans med lokala talanger. Även klubbens ynglingar hyllas för årets prestationer på fotbollsplanen under julmarknaden.